# Otto Backes
Otto Backes (* 4. Oktober 1936 in Theley) ist ein deutscher Rechtswissenschaftler.

## Leben
Er studierte Rechtswissenschaft an der Universität des Saarlandes. Nach der Promotion 1969 in Saarbrücken und der Habilitation 1976 in Bielefeld wurde er 1976 Professor in Bremen und 1983 Professor für Strafrecht, Strafprozeßrecht und Rechtssoziologie in Bielefeld.

## Schriften (Auswahl)
- Rechtsstaatsgefährdungsdelikte und Grundgesetz. Köln 1970, ISBN 3-452-17039-X.
- mit Christoph Gusy: Wer kontrolliert die Telefonüberwachung? Eine empirische Untersuchung zum Richtervorbehalt bei der Telefonüberwachung. Berlin 2003, ISBN 3-631-51279-1.
- mit Michael Lindemann: Staatlich organisierte Anonymität als Ermittlungsmethode bei Korruptions- und Wirtschaftsdelikten. Heidelberg 2006, ISBN 3-8114-5222-3.